# Jiribam
Jiribam é uma cidade  no distrito de Imphal East, no estado indiano de Manipur.

## Demografia
Segundo o censo de 2001, Jiribam tinha uma população de 6426 habitantes. Os indivíduos do sexo masculino constituem 49% da população e os do sexo feminino 51%. Jiribam tem uma taxa de literacia de 73%, superior à média nacional de 59.5%: a literacia no sexo masculino é de 80% e no sexo feminino é de 66%. Em Jiribam, 13% da população está abaixo dos 6 anos de idade.